# ヴィットーリオ・シクバルディ
ヴィットーリオ・シクバルディ（Vittorio Sicbaldi）は、イタリアのジャズのドラマー。
イタリア・サルデーニャ州カリャリ出身。

## 略歴
幼少期より音楽に親しみ12歳でドラムを学ぶ。92年にカリャリ・ディキシー・ジャズ・バンドを結成。同年、朋友のルーカ・マンヌッツァとともに、アンディ・グラヴィッシュ、エクトル・コスティータのツアーに参加。以降さらなる飛躍を求めミラノに移動。現在はイタリア北中部（ミラノ〜ボローニャ）を中心に活動をおこなっている。
日本ではまだ知名度は高くないが、ロマーノ・ムッソリーニ、グイード・マヌサルディ、デュスコ・ゴイコヴィッチ、ジャンニ・バッソといった歴史的ジャズ・ミュージシャンとの共演も果たしている。

## ディスコグラフィー
- 2009年 - ザ・ウェイ (The Way) - albóre jazz (国内盤)

## 参加作品
- 2005年 - Paolo Porta - Deceptive Resolution - DDE Records (EYS 013)
- 2008年 - シモーネ・ダクロン・トリオ (Simone Daclon Trio) - Soundhills (国内盤)